# حجم وجبة الطعام

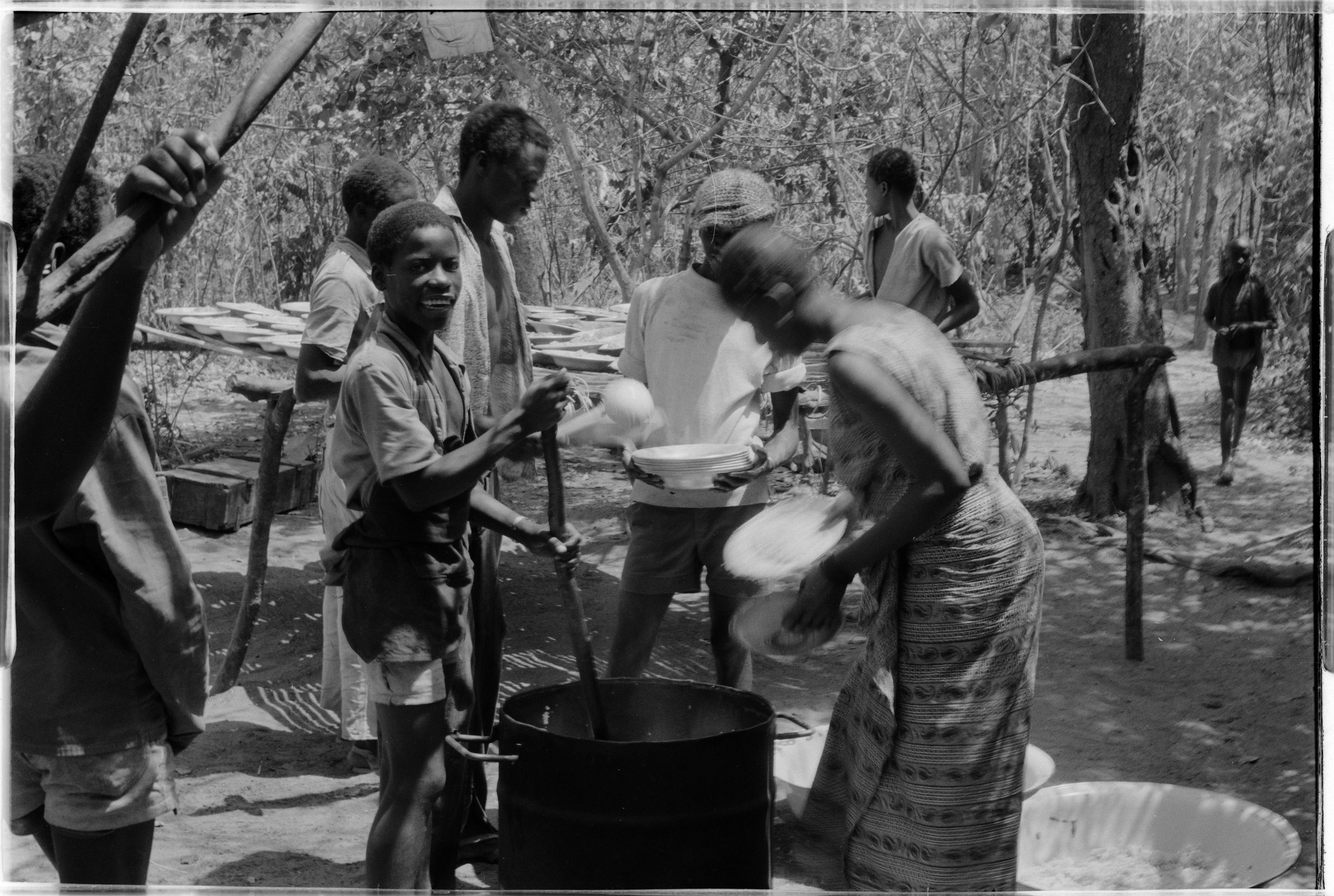

حجم وجبة الطعام هو عبارة عن مقدار الطعام أو الشراب الذي يتم تقديمه بوجه عام. ويوجد على كل من الهرم الغذائي وبرنامج طبقي (MyPlate) الذي يخلفه وعلى لوحات التغذية وله معنيان قريبان لكنها مختلفان. ويقوم مركز سياسة التغذية والترويج (Center for Nutrition Policy and Promotion) التابع لوزارة الزراعة بالولايات المتحدة (USDA) بوضع معايير لهذه المعاني في الولايات المتحدة.
لوحة الحقائق الغذائية تم تصميمها لتوفر للمستهلكين المعلومات الغذائية الهامة المتعلقة بمنتج ما، كما أنها تسمح بعمل مقارنات مع منتجات الطعام الأخرى. حيث يشير حجم وجبة الطعام إلى مقدار الطعام الذي تنطبق عليه المعلومات الغذائية. إلا أن اللوحة لم يتم تصميمها لعمل مقارنة مباشرة مع وجبات الطعام المُوصّى بها من الهرم الغذائي. فعلى سبيل المثال، قد يكون مقدار اللبن في الهرم الغذائي كوبًا واحدًا، ولكن على لوحة الحقائق الغذائية يكون 1/2 كوب. علاوةً على ذلك، قد يقل الشبه بين حجم وجبة طعام ما وفقًا لباقي الوجبة ومقدار الطعام الذي يتناوله معظم الناس في وقت ما. فمقدار وجبة الطعام الموجود على اللوحات الغذائية تحدده إدارة الأغذية والأدوية (FDA)، وتعتمد على عمليات المسح التي تم إجراؤها في السبعينيات والثمانينيات والمختصة بمقدار الطعام الذي يتناوله الناس بطريقة نموذجية.
أما المنتجات غير المعبأة، مثل السكر، فيتم قياس أحجامها بوجه عام من خلال وحدات القياس الشائعة مثل الكوب أو ملعقة المائدة. والمنتجات التي يتم تقسيمها عمومًا، مثل الفطيرة أو الكعكة، يكون حجم الوجبة الخاصة بها مقسمًا على قِطع المنتج ككل (مثل, 1/8&nbsp;بيتزا).ويتم تصنيف المنتجات المقسمة مُسبقًا إلى شرائح والتي يتم إحضارها منفصلة والوحدات المجمعة (مثل الزيتون) إلى رقم تقريبي للوحدات وفقًا للمقدار المرجعي. فعلى سبيل المثال، إذا كان المقدار المرجعي للزيتون هو 30&nbsp;جم، وكانت الزيتونة الواحدة تزن 10&nbsp;جم، يُمكن أن يكون حجم الوجبة مصنفًا إلى ثلاث زيتونات.